# Periclimenes granulatus
Periclimenes granulatus är en kräftdjursart som beskrevs av Lipke Bijdeley Holthuis 1950. Periclimenes granulatus ingår i släktet Periclimenes och familjen Palaemonidae. Inga underarter finns listade i Catalogue of Life.